# Az ing visszatér (Így jártam anyátokkal)
Az ing visszatér az Így jártam anyátokkal című televízió-sorozat első évadjának negyedik része. Eredetileg 2005. október 10-én mutatták be, míg Magyarországon 2008. október 6-án.
Ebben az epizódban Ted megtalálja egy régi ingét, és ennek hatására össze akar jönni egy exével. Barney arra veszi rá Robint, hogy műveljen furcsa dolgokat a tévében, élő egyenes adásban.

## Cselekmény
|  | Alább a cselekmény részletei következnek! |

Ted megtalálja az egyik rég elfeledett (6 évvel azelőtti) ingét a szekrényében, melyet nem szeretett. A nagy felfedezést követően lelkesen jelenik meg a bárban, ahol egy ottfelejtett bourbonba (melyről évekig azt hitte, hogy nem szereti) belekóstolva megállapítja, hogy mennyit változott az ízlése: először az ing (mely egyedül Barney-nak nem tetszik), utána a whiskey. Ennek hatására szöget üt a fejében, hogy lehet, hogy eljött "a második benyomások ideje", vagyis felveti annak a lehetőségét, hogy azokkal a lányokkal, akikről korábban úgy vélte, hogy nem illenek hozzá, talán most már mégis tökéletesen passzolnának. Bár Barney próbálja lebeszélni arról, hogy megkeresse volt barátnőit (szerinte ugyanis csak 2 ok van arra, hogy egy exet megkeressen egy férfi: mell-implantátum), Ted elkezdi számba venni az exeket (Lily megemlíti Steffet, a lányt, aki pornózott, Marshall Jackie-t, aki elütött egy stoppost, de nem tudja, hogy mi történt vele), azonban csak Natalie említésénél gondolkozik el komolyabban a dolgon, akivel 3 évvel korábban járt, és azért szakítottak, mert Ted nem akart megállapodni.
Mikor Ted megtalálja Natalie telefonszámát, izgatottan hívja fel, bár tart attól, hogy a lány nem fog rá emlékezni. Miután azonban bemutatkozik, Natalie egy haragos "fordulj fel!" kíséretében lecsapja a telefont. Mindezek után Ted gondolkozni kezd, hogy miért utálhatja ennyire őt. Apránként áll össze a kép arról, hogy Ted a lány születésnapján szakított vele – egy üzenetrögzítőn hagyott szöveggel.
Ted kétségbeesetten próbálja kiengesztelni Natalie-t, így elmegy hozzá egy hatalmas, megkésett szülinapi ajándéknak szánt zokni-majommal karöltve. Végül sikerül rávennie a lányt, hogy megbeszéljék a dolgot. Ted megtudja, hogy aznap, amikor az üzenetet hagyta, meglepetésbulit szerveztek Natalie-nek, vagyis a szakításnak mindenki fültanúja volt. Ted bocsánatot kér, és a páros rövid időn belül az ágyban köt ki. A csapat kedveli a lányt, azonban Ted három hét után mégis szakítani akar vele, mivel úgy érzi, hogy "nem ő a nagy ő". Végül elviszi őt vacsorázni, hogy ezúttal szemtől szembe szakíthasson vele, de kiderül, hogy ismét a szülinapján fog véget vetni a kapcsolatuknak. Ted igyekszik kíméletesen elmondani Natalie-nek, hogy nem szeretne tovább vele lenni, azonban a lány tombolni kezd, és bemutatja rajta a krav-maga tudását. Ted meséjéből megtudhatjuk, hogy Natalie később megházasodott, és 3 gyereke született.
Barney mindeközben folyamatosan meggyőzi Robint, hogy pénzért mondjon ki élő adásban bizonyos dolgokat (például azt, hogy "cickó", vagy "csúnya, rossz kislány vagyok"). Miután rádöbben, hogy senki sem nézi a műsort, úgy dönt, hogy bevállalja a rázósabb kihívásokat is – utolsóként Barney megkéri Robint, hogy csinálja meg az "Ickey riszát" a legközelebbi adásban 1000 dollárért cserébe. Robin teljesíteni is akarja a fogadást, azonban az utolsó pillanatban meggondolja magát. Éppen interjút készít New York legöregebb lovaskocsisával, amikor ráébred, hogy mennyire fontos a munkája még akkor is, ha senki sem követi figyelemmel az adást. Ahogy feláll a hintón, megcsúszik, leesik, egyenesen a lócitromba – mindezt élő adásban, melyet (Barneynak köszönhetően) mindenki néz. Robin megszégyenülve érkezik meg a bárba, és Ted csak tovább fokozza szégyenérzetét, amikor kiderül, hogy még ő is látta telefonjának segítségével az interneten az esetet.

## Kontinuitás
- Először említik meg, hogy a Metro News 1 műsorát alig nézi valaki.
- Ez az első epizód, ahol Robin a banda teljes jogú tagja, nem Ted randija, vagy Lily barátnője.

## Jövőbeli visszautalások
- "A közös este" című epizódban Robin élete legkellemetlenebb élményeként hivatkozik arra, amikor beleesett a lócitromba.
- A tény, hogy Natalie elagyabugyálta Tedet, később felbukkan a "Kacsa vagy nyúl", a "Külön ágyak", és "A kacsás nyakkendő" című epizódokban. A "Zenekar vagy DJ" című részben a jelenetből is bevágnak.
- Ted furcsa szokása, hogy érdekes késztetések hatására jön össze régi barátnőivel, most mutatkozik meg először. Az "Elfogadom a kihívást" című epizódban elárulja, hogy egyszer újra összejött Natalie-val három hónapra, csak mert elfogyott a tejszínhab otthon.
- Barney megemlíti, hogy Robin alig keres valamit a munkájával. A "Szünet ki" című részből kiderül, hogy a családja gazdag.

## Érdekességek
- Az utolsó báros jelenetben miután Barney megette az olívabogyót a koktéljából, az később újra megjelenik és újra megeszi.
- A "Mosolyt!" című részben Ted azt mondja, hogy 2005 februárjában szakítottak Natalie-vel, pedig az epizód októberben játszódik.
- Ebben a részben látható először Wendy, a pincérnő.

## Vendégszereplők
- Anne Dudek – Natalie
- Deanna Russo – Brooke
- Monique Edwards – Producer
- Charlene Amoia – Wendy, a pincérnő
- Michael Kagan – Joel Adams
- Jackie Geary – Jackie
- Ange Billman – Steph
- Buck Kartalian – Henry

## Zene
- Belle & Sebastian – "We Rule the School"
- John Swihart – "Wonder"[1]